# Francesco Saverio Di Liberto
Francesco Saverio Di Liberto est un homme politique italien, maire de Palerme du 24 janvier 1963 au 30 juin 1964.

## Biographie
Médecin, Francesco Saverio Di Liberto est élu en 1946 au conseil municipal sous les couleurs du Fronte dell'Uomo Qualunque. Constamment réélu avec la Démocratie chrétienne, il occupe le poste de vice-maire et adjoint aux Travaux publics lors du premier mandat de Salvatore Lima.
Proche de ce dernier, maire sortant et maitre de la DC locale, il se voit confier par lui les rênes de Palerme avec l'objectif d'ouvrir la gouvernance municipale au Parti socialiste. Mais, face au refus de Vito Ciancimino de renoncer au portefeuille des Travaux publics, les socialistes refusent de collaborer, laissant la place en juillet 1963 à une administration minoritaire DC-PSDI, soutenue par quelques « francs-tireurs ». Ciancimino, Trapani, Cerami et Brandaleone conservent leur poste. Ernesto Di Fresco, proche de l'entrepreneur Francesco Vassallo et du mafieux Francesco Paolo Bontate devient adjoint.
Palerme commence à être secouée par la première guerre de la mafia, notamment avec l'attentat de Ciaculli et le rapport Bevivino met en relief les collusions entre la DC et la Cosa Nostra lors du Sac de Palerme. Accusé de mauvaise gestion, la municipalité doit démissionner pour permettre à la DC de renouveler ses représentants municipaux conduit par Paolo Bevilacqua, tout aussi proche de Lima.